# The Threesome
The Threesome är en amerikansk romantisk dramakomedifilm som hade premiär på SXSW-festivalen den 7 mars 2025. Den är regisserad av Chad Hartigan efter ett manus skrivet av Ethan Ogilby.

## Handling
En ung mans långvariga förälskelse leder honom in i en oväntad trekant. Han tror det är hans största fantasi som gått i uppfyllelse. När fantasins rus lagt sig, står alla tre inför nyktra konsekvenser i verkligheten.

## Rollista (i urval)
- Zoey Deutch - Olivia
- Ruby Cruz - Jenny
- Jonah Hauer-King - Connor
- Jaboukie Young-White - Greg
- Josh Segarra - Kevin
- Arden Myrin - Evelyn
- Julia Sweeney